# Roger Rabbit
Roger Rabbit es un personaje ficticio de la novela Who Censored Roger Rabbit? (1981), del autor Gary K. Wolf. Es uno de los principales personajes de la historia junto con Eddie Valiant. Dicha novela fue adaptada a la gran pantalla con la película ¿Quién engañó a Roger Rabbit?, la cual dio paso a una franquicia de medios, incluyendo tres cortometrajes de animación donde hace canguro de Baby Herman.

## Argumento
Roger Rabbit tenía problemas en las filmaciones, pues según ellos no seguía el guion, por lo que le estaba costando el puesto. Muchos creían que era por los problemas con su esposa Jessica Rabbit, así que el señor R.K. Maroon contrató a Eddie Valiant para que ayudara a Roger. Eddie toma unas fotos donde el señor Marvin Acme estaba jugando al bomboncito (manitas calientes) con Jessica, cosa que enloqueció a Roger y salió corriendo. Al día siguiente habían asesinado al señor Acme y todos sospechaban de Roger, así que después de muchas súplicas Eddie decide ayudarlo y buscar la verdad sobre el verdadero incidente y la forma de demostrar que Roger Rabbit es inocente mientras buscan el testamento del señor Acme, hasta que descubre que el verdadero asesino fue el Juez Doom, el mismo que asesinó a su hermano Teddy Valiant años antes durante un robo del banco de Bujolandia y a Maroon.

## Personalidad
Por ser una caricatura, Roger tiene una personalidad extremadamente hiperactiva, juguetona, cómica y divertida. Es demasiado bromista, inquieto, muy travieso e infantil, siempre está alegre y ve el lado positivo de las cosas, todo lo contrario a Eddie Valiant, que se ha vuelto un hombre muy serio, amargado e irritable debido a la trágica muerte de su hermano, quien fue asesinado por un dibujo animado, generándole un resentimiento a los dibujos o toons. También es bastante torpe y nervioso como se muestra en su rol como actor de Hollywood en los cortometrajes del estudio de animación Maroon Cartoons, donde su personaje (él mismo) es siempre víctima de numerosos desastres por cuidar al bebé Hermann. Le encanta hacer reír a la gente, que es su mayor propósito en la vida, y estar con su esposa Jessica Rabbit. A pesar de ser un conejo muy divertido y gracioso, también es muy sensible y melancólico, afectuoso y de buen corazón, muy carismático y amigable y tiene mucha empatía con todo el mundo. Es muy romántico y tierno con Jessica y le encanta hacerla sentirse feliz haciéndola reír y demostrándole lo mucho que la ama. Se indigna cuando ve a sus amigos o a las caricaturas siendo víctimas de alguna injusticia o abuso. Odia ver las noticias y es incapaz de aguantar bebiendo alcohol.     

## Creación
Roger Rabbit fue creado a la forma de un personaje animado de la era dorada de la animación estadounidense. De hecho, muchos lo consideran como un personaje de dicha época, aunque realmente apareció mucho después. A pesar de ser una película de Disney, el personaje carece del clásico estilo de los personajes de Walt Disney, y en cambio es más como los de Tex Avery. El personaje de Roger está basado en su diseño, en varios otros conejos animados de la edad de oro. Su prototipo incluye características de Bugs Bunny, Oswald, el conejo afortunado, Happy Rabbit, entre otros. Aparte de su diseño, su actitud también fue inspirada en varios personajes de la edad de oro, incluyendo a Goofy y también Bugs Bunny e incluso unas ligeras características de personalidad de Mickey Mouse.
En la novela original de Wolf, Roger es más pequeño, de pelaje café, usa unos shorts amarillos, tirantes rojos, un corbatín azul y guantes blancos. A diferencia de la adaptación de Disney-Amblin donde Roger es un dibujo animado y es muy movido, cómico y divertido, en el libro es un personaje de cómics y tiene un humor menos jocoso. El libro tiene una trama y un contenido más oscuro ya que los personajes de cómics son marginados de la sociedad y de los humanos (tema similar a la segregación racial durante los años 60) y son mortales como los humanos (en la película por ser caricaturas son inmortales y pueden sobrevivir a todo y solo mueren si alguien los mete en el “derretidor”) y son sustituidos por unas copias (ya que por su rol de personajes están destinados a morir por algún desastre como evento en la trama o la historia de la historieta) cuya memoria es utilizada de los dibujos originales que dura muy poco tiempo. En el libro Roger es “censurado” (es asesinado) y Eddie Valiant es acompañado a resolver el caso por una imitación de Roger, cuya memoria del personaje original va desapareciendo con el paso de los días.

## Apariciones

### Animadas
- Sport Goofy in Soccermania (Cameo de prototipo, 1987)
- ¿Quién engañó a Roger Rabbit? (1988)
- Mickey's 60th Birthday (1989)
- Tummy Trouble (1989)
- Roller Coaster Rabbit (1990)
- Trail Mix-Up (1993)
- Aladdin y los 40 ladrones (Cameo, 1996)
- Samurai Pizza Cats (Mencionado en "Double Trouble for Princess Vi", 1990)
- Tiny Toon Adventures (Cameo en "New Character Day" y "Buster and Babs Go Hawaiian", 1990)
- Las Aventuras de Rocky y Bullwinkle (mencionado, 2000)
- Chip 'n Dale: Rescue Rangers (cameo, 2022)

### Atracciones
- Disney on Ice: 10th Anniversary (Parque, 1990)
- Double Feature...Live! (Parque, 1991)
- SpectroMagic (Parque, 1991)
- Light Magic (Parque, 1993)
- Roger Rabbit's Car Toon Spin (Parque, 1994)
- Fantasmic! (Parque, 2012)

### Videojuegos
- Roger Rabbit (1988)
- Who Framed Roger Rabbit (videojuego) (1988)
- Who Framed Roger Rabbit (NES) (1989)
- Hare Raising Havoc (1991)
- Who Framed Roger Rabbit (Game Boy) (1991)

### Cómics
- Roger Rabbit: The Resurrection of Doom (Libro, 1989)
- Roger Rabbit (Cómic, 1990)
- Who P-P-P-Plugged Roger Rabbit? (Libro, 1991)
- Crisis on Infinite Darkwings (Cameo, 2010)

### Otras Apariciones
- Back to Future II (Película, 1989)
- Disney Sing Along Songs (1990,1993)
- The Magic of Christmas at Disneyland (Película, 1992)
- Robot Chicken: Love, Maurice (TV, 2009)
- Sketchy: Disney/Star Wars Corporate Retreat (TV, 2013)